# 小橋川
小橋川（こばしがわ）は、千葉県成田市を流れる一級河川（昭和43年4月8日政令64号改正）。利根川水系利根川の支流である。流域面積10.42km2、指定延長は4,760m。 

## 概要
千葉県成田市大字郷字石橋に源を発し、北へ流れる。途中には水田などが広がり、千葉県成田市宝田地先で根木名川へと合流する。成田ニュータウン方面からの雨水幹線などが流入する。

## 河川改修
成田市の中心部に近く、成田ニュータウンなどの雨水排水の重要な役割を果たしている。近年の急速な都市化の進展とともに、治水安全度が低下しつつあることから河川改修が行われている。

## 生物
- コイ
- ギンブナ
- ウグイ
- ヨシノボリ
- ドジョウなど